# Victor Henri Rutgers

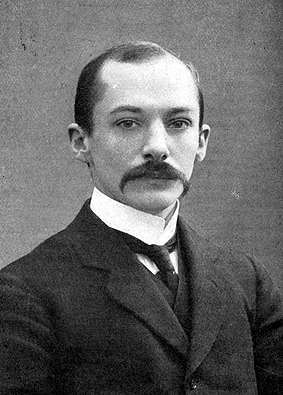
Victor Henri Rutgers (veröffentlicht 1913)

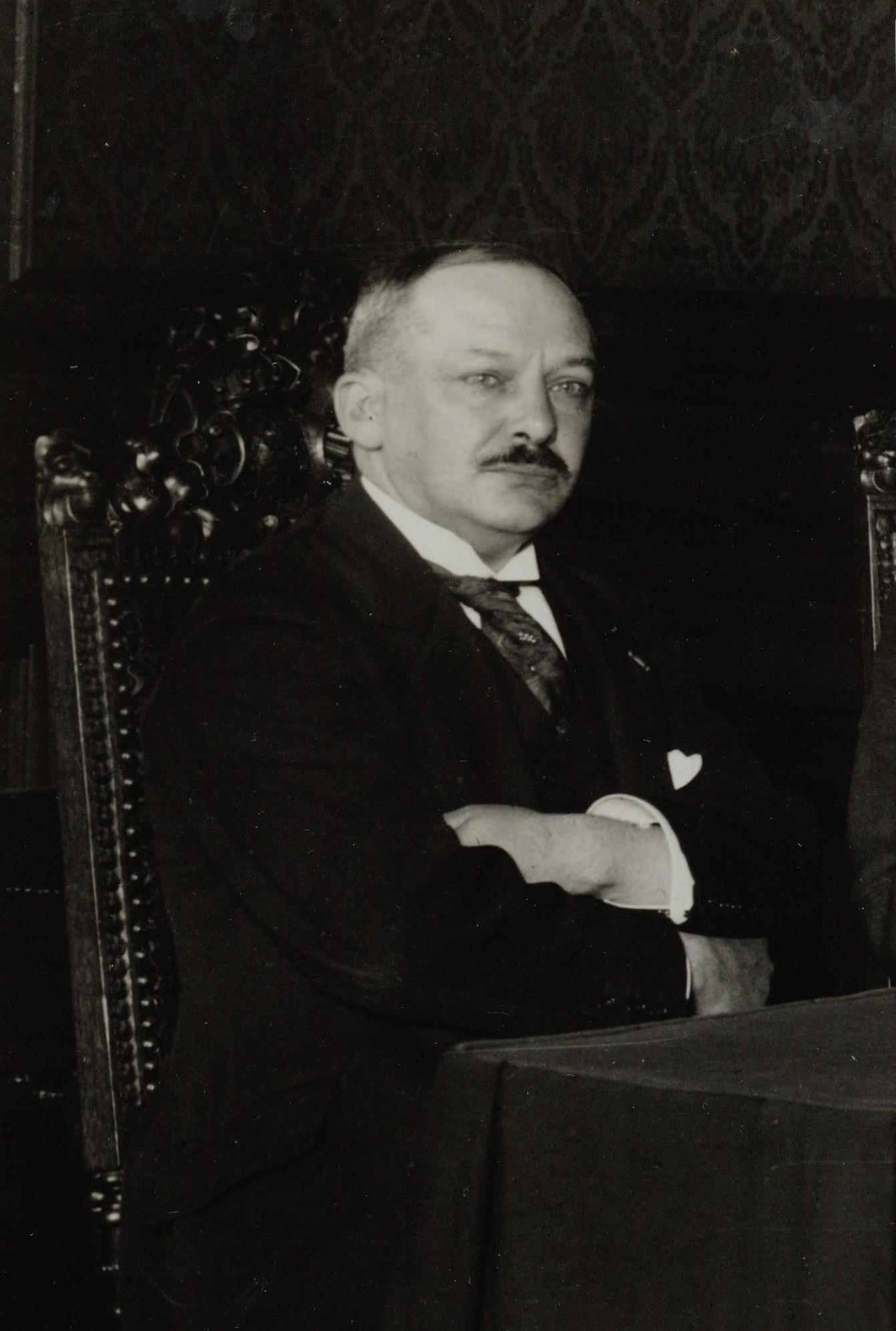
Victor Henri Rutgers (1920)

Victor Henri Rutgers (* 16. Dezember 1877 in ’s-Hertogenbosch; † 5. Februar 1945 in Bochum) war ein niederländischer Jurist, Hochschullehrer, Politiker und Widerständler gegen die deutsche Besatzung während des Zweiten Weltkriegs.

## Biographie
Victor Henri Rutgers entstammte zwei gebildeten Familien: Sein Großvater A. Rutgers war Professor für Hebräisch und das Alte Testament an der Universität Leiden, sein Vater Hochschullehrer für Kirchengeschichte und Kirchenrecht an der Freien Universität Amsterdam. Sein aus Neuchâtel stammender Großvater Victor Henri Guye war wallonischer Pastor in Maastricht, Groningen und Amsterdam. In jungen Jahren verbrachte Rutgers aus gesundheitlichen Gründen einige Zeit bei seinem Großvater in der Schweiz und fühlte sich seitdem dem reformierten Protestantismus der dortigen französischsprachigen Kantone verbunden. 1904 heiratete er und bekam mit seiner Frau vier Töchter.
Rutgers studierte Jura an der Freien Universität, der Universität Groningen und der Universität von Amsterdam und schloss das Studium 1902 mit seiner Promotion ab. Von 1902 bis 1925 arbeitete er als Anwalt in Amsterdam und Hilversum, war Mitglied des Stadtrates von Hilversum, des Provinzrates von Nordholland sowie der Provinciale und Gedeputeerde Staten von Südholland. Von 1912 bis 1925 saß er als Abgeordneter der Anti-Revolutionaire Partij im niederländischen Parlament, von 1919 bis 1925 als Fraktionsvorsitzender. Von 1915 bis 1919 war er Bürgermeister von Boskoop. Zudem verfasste er zahlreiche Aufsätze für Zeitschriften sowie Berichte für die Regierung. 1925 ernannte Ministerpräsident Hendrikus Colijn Rutgers zum Minister für Bildung, Kunst und Wissenschaft. Seine Amtsperiode dauerte jedoch nur 216 Tage, weil die Regierung nach einer Krise zerbrach.
Anschließend beendete Victor Henri Rutgers seine politische Laufbahn und konzentrierte sich auf seine Tätigkeiten als Professor für Römisches und Strafrecht sowie als Vertreter der Niederlande beim Völkerbund. 1932 war er Vorsitzender der niederländischen Delegation bei der Genfer Abrüstungskonferenz.
1933 hielt Rutgers eine Rektoratsrede, in der er die Änderungen des Strafrechts in Deutschland durch die Nationalsozialisten anprangerte. Auf dem Internationalen Kongreß für Strafrecht und Gefängniswesen 1935 in Berlin hielt er eine Rede gegen die Beseitigung des Prinzips im deutschen Strafrecht, dass keine Tat unter Strafe gestellt wird, wenn sie nicht in einem bestehenden Gesetz als strafbar angesehen wird. In seinen Vorlesungen warnte er vor der NS-Staatsdoktrin. Als Vorsitzender des Protestantsch Hulpcomité voor Uitgewekenen om Ras en Geloof half er Flüchtlingen aus Deutschland. Nach der Besetzung der Niederlande durch die deutsche Wehrmacht engagierte er sich im Widerstand, in dem er unter anderem versuchte, die politischen Parteien der Niederlande im Widerstand zu vereinen. Er beklagte, dass die Deutschen „unsere Kultur zerstören“ wollten. Im August 1940 hielt er in der Amsterdamer Apollohalle vor 17.000 Zuhörern eine Rede, in der er ablehnte, dass „dat de denkbeelden die over de grens de toon aangeven nu ook de onze moeten worden“ (dt. = „... dass die Anschauungen, die jenseits der Grenze den Ton angeben, nun auch unsere werden müssen“). Daraufhin wurden er und andere Redner verhaftet.
Insgesamt dreimal wurde Rutgers von den Deutschen verhaftet; vom 1. April bis 3. September 1943 saß er aufgrund einer Namensverwechslung im Oranjehotel in Scheveningen ein. Er schrieb auch Artikel für die von seinem Schwiegersohn Sieuwert Bruins Slot gegründete Untergrundzeitung Trouw. Im April 1944 wurde beschlossen, dass er nach England fahren sollte, um die niederländische Exilregierung über die Situation in den Niederlanden zu informieren. Gemeinsam mit vier weiteren Männern, darunter der Biologe Lourens Baas Becking, bestieg er in Dordrecht ein Boot, jedoch versagte der Motor 40 Kilometer von der Küste entfernt. Zweieinhalb Tage lang, während denen Rutgers seine Begleiter mit Rätseln und Geschichten versuchte bei Laune zu halten, trieb das Boot auf dem Meer, bis es schließlich zurück an die niederländische Küste getrieben und von einem deutschen Patrouillenboot aufgebracht wurde. Rutgers und seine Begleiter wurden von den Deutschen festgenommen. Er wurde zu zwei Jahren Zuchthaus verurteilt und in das Gefängnis von Bochum gebracht. Dort starb er am 5. Februar 1945 im Alter von 67 Jahren, wahrscheinlich infolge von Erschöpfung und auch Misshandlungen.

## Ehrungen

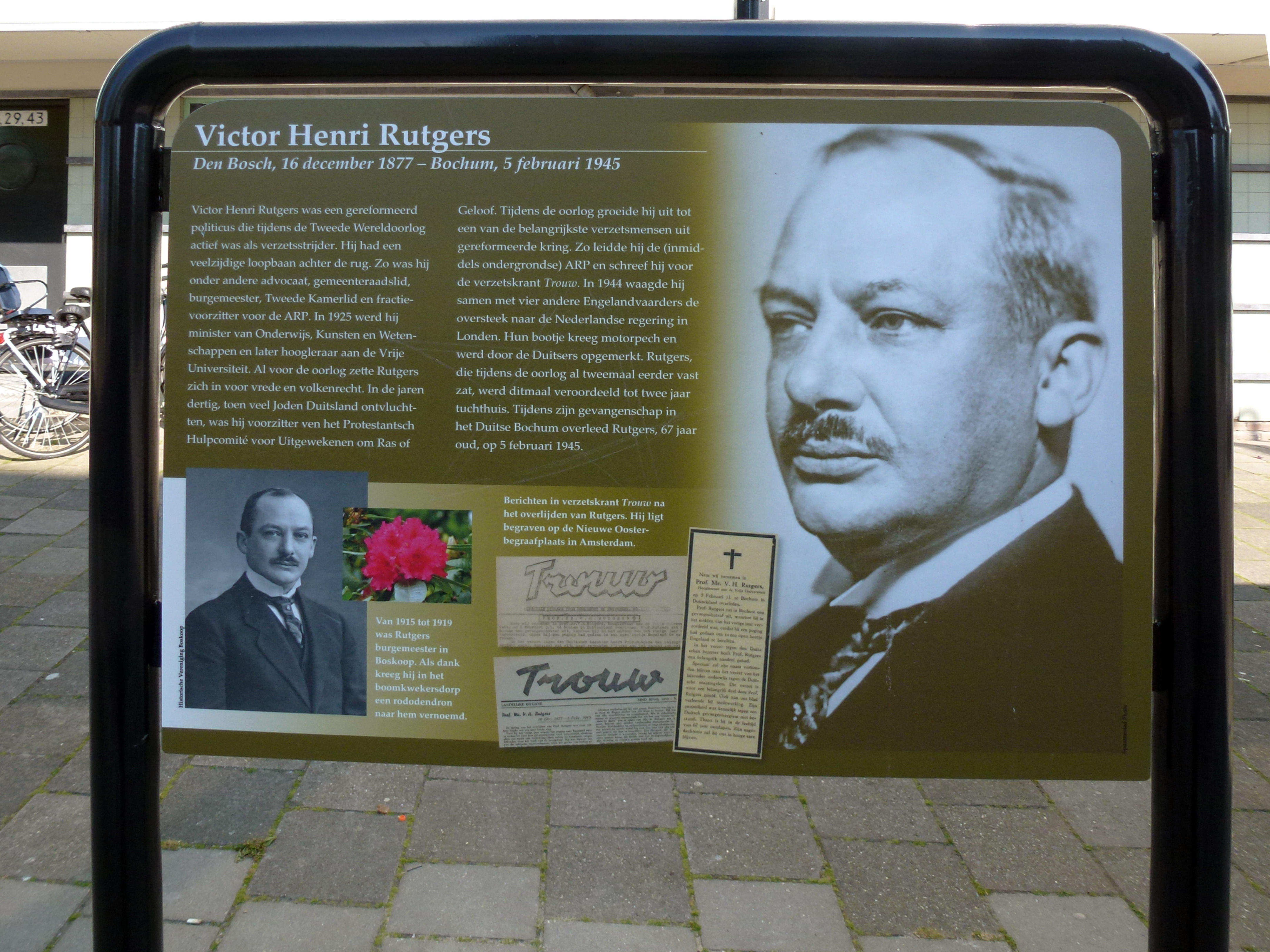
Gedächtnistafel für Victor Henri Rutgers in Osterwei, einem Stadtteil von Gouda

1922 wurde Rutgers zum Ritter des Orden vom Niederländischen Löwen ernannt, 1931 mit dem Orden von Oranien-Nassau ausgezeichnet. Am 9. Mai 1946 wurde er posthum mit dem Verzetskruis (dt. = Widerstandskreuz) geehrt.
Heute sind in den Niederlanden Straßen in fünf Städten nach Victor Henri Rutgers benannt. Auch eine Rhododendronart trägt seinen Namen: Dr. V. H. Rutgers Catawba Rhododendron.